# Nyckelband

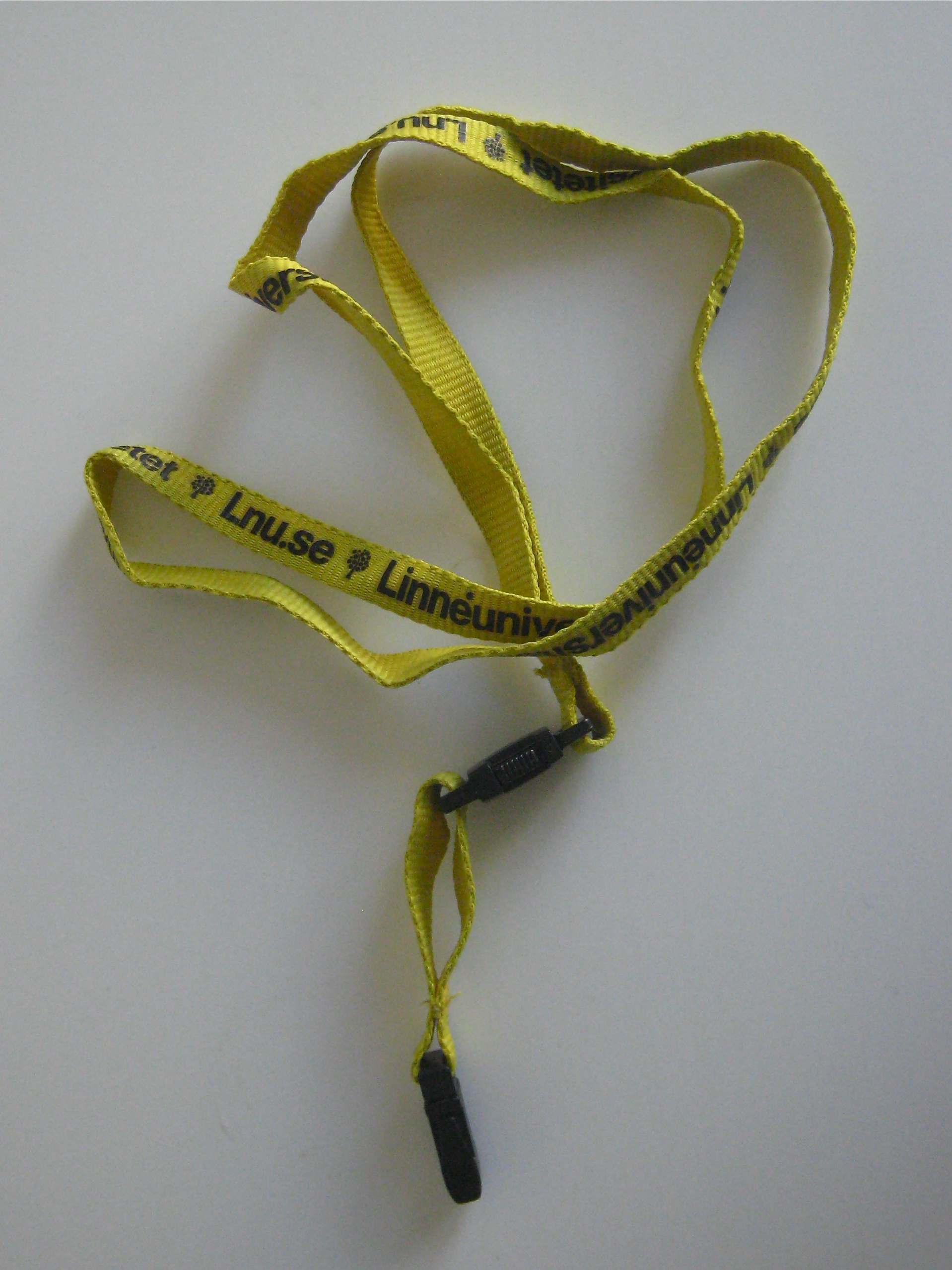
Ett nyckelband.

Ett nyckelband är en accessoar avsedd för nycklar. Ett snöre eller band som nyckeln direkt eller indirekt är fäst i och som kan hängas runt halsen eller placeras i byxfickan med ena änden fäst i kläderna. Förutom nycklar kan passerkort, USB-minne eller annat som man vill ha synligt eller lättillgängligt fästas i nyckelbandet. Nyckelband förekommer i flera färger och olika mönster, ibland med företagstryck.